# Ľuba Orgonášová
 (octobre 2021).
Ľubica (Ľuba) Orgonášová [ˈʎuba ˈorgonaːʃovaː], née le 22 janvier 1961, est une soprano slovaque, particulièrement connue pour son interprétation du répertoire de Mozart.

## Biographie
Née à Bratislava, en Slovaquie, de parents économistes et secrétaires, mélomanes et soutenant ses talents, Luba Orgonasova étudie chant et piano au Conservatoire de musique et à l'Académie de musique. Elle chante comme soliste à l'Opéra d'État de Banská Bystrica avant de déménager en Allemagne en 1983 pour devenir membre de l'Opéra de Hagen, où elle demeure jusqu'en 1988.
Elle est engagée dans des opéras et des concerts dans toute l'Europe. Elle fait ses débuts au Volksoper de Vienne en 1988, chantant Donna Anna (rôle de Don Giovanni) et en 1992 à l' Opéra national de Vienne chantant Konstanze (héroïne de l'Enlèvement au sérail) et Pamina (héroïne de la Flûte Enchantée), rôles qu'elle reprend aux festivals d' Aix-en-Provence et de Salzbourg . Elle chante Konstanze pour ses débuts à l'Opéra de Paris, un rôle qu'elle a également enregistré avec grand succès avec John Eliot Gardiner. Son premier rôle au Royal Opera House de Londres est  Aspasia (dans Mitridate, re di Ponto). Elle chante aussi les rôles de Mozart Giunia (Lucio Silla), Fiordiligi (Cosi fan tutte), Ilia (Idomeneo, re di Creta), ainsi que George Frideric Handel, comme Alcina et Rinaldo .
Son vaste répertoire comprend aussi Marzelline, Agathe, Amina, Lucia, Luisa, Gilda, Violetta, Mimi, Liù, Marguerite, Micaela, Antonia, rôles dans lesquels apparaît sa technique de colorature.
On entend Orgonášová dans plusieurs enregistrements, notamment un premier récital Favorite Soprano Arias, La Bohème et La Sonnambula enregistrés en direct au Concertgebouw sous la direction d'Alberto Zedda, le tout ave Naxos Records. Elle enregistre aussi Der Freischütz de Carl Maria von Weber avec l'Orchestre philharmonique de Berlin sous la direction de Nikolaus Harnoncourt et des versions pour Archiv de L'Enlèvement au Sérail et Don Giovanni de Mozart. Sa version du Requiem de Verdi avec Sir John Eliot Gardiner est la première avec des instruments d'époque. On compte aussi parmi ses enregistrements War Requiem de Britten avec Gardiner, la Missa Solemnis de Beethoven avec Colin Davis et David Zinman et des messes de Schubert avec Harnoncourt. Elle incarne Armida dans Rinaldo de Haendel avec Christopher Hogwood et Cecilia Bartoli. Au début de sa carrière, elle chante Pamina pour ERATO sous la direction d'Armin Jordan. Son enregistrement du Stabat Mater de Rossini avec l'Orchestre philharmonique de Vienne et Myung-Whun Chung est aussi un succès. Lors des dernières années, elle chante davantage de récitals que d'opéras.
Elle interprète l'air "Chi il bel sogno di Doretta?, de La rondine, un opéra de Giacomo Puccini, sur le générique de clôture de "Irregular Around the Margins", le cinquante-septième épisode de la série originale de HBO Les Sopranos.

## Sources
- (en) Cet article est partiellement ou en totalité issu de l’article de Wikipédia en anglais intitulé « Ľuba Orgonášová » (voir la liste des auteurs).

- Grove Music Online, John Allison, Oxford University Press, 2008.
- Arias de soprano préférées, Keith Anderson, Naxos Records, 1991.
- Ľubica Orgonášová: Plakať nie je môj štýl, Alena Horváthová-Čisáriková, Slovenka 04.11.2010.